# Orován Egon
Orován Egon (angolul: Egon Orowan) (Budapest, 1902. augusztus 2. – Cambridge, Massachusetts, 1989. augusztus 3.), magyar-brit fizikus, metallurgus.

## Családja
Budapest III. kerületében, Óbudán született 1902-ben. (Az angolszász életrajzi lexikonokban szereplő 1901-es évszám téves.) Édesapja, Orován Bertold (Bernard) gépészmérnök és gyárigazgató volt, édesanyja, Spitzer Ságvári Josephine (Józsa), egy elszegényedett földbirtokos lánya, Ságvári Endre nagynénje. Szülei 1901. október 20-án Budapesten, a VIII. kerületben házasodtak össze. Apai nagyszülei Orowan Jakab és Neubaur Mária, anyai nagyszülei Ságvári Mór és Mautner Rozália voltak.

## Életpályája
Orován Egon a IX. kerületi állami főgimnáziumban érettségizett 1920-ban. 1920 és 1922 között a Bécsi Egyetemen tanult fizikát, kémiát, matematikát és csillagászatot. 1928-ban a Berlini Műszaki Egyetemen folytatott mechanikai és elektromos mérnöki tanulmányokat, de hamarosan a fizika felé fordult és a kristályok töréséről írt doktorátust 1932-ben. Nem talált azonnal munkahelyet, és a következő néhány évet édesanyjával, kutatásaival töltötte.
1934-ben G. I. Taylorral és Polányi Mihállyal körülbelül egyidőben felfedezte, hogy a rugalmas anyagok deformációja megmagyarázható a Vito Volterra által 1905-ben kifejlesztett diszlokációs elmélettel. Bár a felfedezés a második világháborúig kevés figyelmet kapott, alapvető jelentőségű volt a szilárdtestfizika tudományág kialakulásában. A Royal Society of London és a U. S. National Academy of Sciences életrajzi memoárjai Orován legnagyobb érdemének a képlékeny alakváltozásnak a diszlokáció fogalmával történő magyarázatát tartják. A részletes fizikai elmélet Budapesten született, amikor Orován állás nélkül volt, bár a fogalom maga németországi eredetű.
Miután 1936-tól a Egyesült Izzólámpa és Villamossági Rt. Kutató Laboratóriumában alkalmazta őt Bródy Imre, ahol azon dolgozott, hogyan vonható ki a kripton a levegőből a kriptonizzógyártáshoz, Orován 1937-ben a Birminghami egyetemen kezdett el dolgozni Rudolf Peierlsszel az anyagfáradás elméletén.
1939-ben már a Cambridge-i Egyetemen dolgozott: továbbfejlesztette a diszlokáció-elméletét, a kristályon belüli idegen anyag kiválással kapcsolatban pedig kimutatta, hogy ezeket a háromdimenziós hibákat önmagukba záródó diszlokáció vonalak veszik körül. (Ma ezen záródó diszlokációkat Orowan-hurkoknak nevezik.) A diszlokáció elmélet alapján magyarázatot keresett a gleccserek mozgására, a kontinensek vándorlására, az óceáni árkok képződésére. A hegesztési eljárás gyenge minőségével és az Észak-Atlanti vizek szélsőséges hőmérsékleti viszonyaival 1944-ben megmagyarázta, miért törtek szét az óceánon a hegesztett eljárással készült hajók 1944-ben.
Cambridge-ben William Lawrence Bragg felkeltette az érdeklődését a röntgendiffrakciós kutatások iránt. A háború alatt a lőszertermelés problémáin is dolgozott.
1950-ben Richard Soderberg meghívására az MIT (Massachusetts Institute of Technology) mechanikai mérnöki tanszékéhez csatlakozott, ahol a metallurgiai munka folytatása mellett feléledt az érdeklődése a geológiai és jégtörések, valamint az általa szocionómiának nevezett tudomány iránt. Ibn Khaldun 14. századi történész munkái alapján alakított ki elméletet a piaci kereslet és kínálat kudarcairól, de ezek a gondolatai nem találtak kedvező fogadtatásra a közgazdászok többsége között.
Orován Egon számos találmányára kapott szabadalmat.

## Kultúrtörténet
"Az 1946. év … eseménye – amelyre kellemesen gondolok vissza – Sir Isaac Newton, a valaha is élt angol tudósok legnagyobbika születésének háromszázadik évfordulója volt. Londonban és Cambridge-ben egyaránt megünnepelték… Az ünnepély egyik fénypontja a Cavendish-laboratórium meglátogatása volt, ahol bemutatták a fizika legújabb eredményeit. Nekem személyesen nem maga a kiállítás okozta a legnagyobb örömet, hanem az, hogy az előadó ugyanolyan vaskos magyaros kiejtéssel beszélt, mint én. Orowan professzor volt, aki most az M.I.T.-n van, és a szilárdtestek fizikájának egyik vezető tudósa" – írta róla Kármán Tódor.

## Kitüntetések
- Az American Academy of Arts and Sciences tagja, (1951)
- A National Academy of Sciences tagja, (1969);
- Az American Society of Rheology díja, a Eugene Bingham Medal,(1959);
- A Braunschweiger Wissenschaftliche Gesellschaft díja, a Gauss Medal, (1968);
- Az American Society for Engineering Education díja, a Vincent Bendix Gold Medal, (1971);
- A Danish Metallurgical Society díja, a Paul Bergse Medal, (1973);
- Az Acta Metallurgica aranymedálja (1985).